# Kowalków
Kowalków – wieś w Polsce, położona w województwie mazowieckim, w powiecie zwoleńskim, w gminie Kazanów. Ma status sołectwa.
| SIMC    | Nazwa          | Rodzaj    |
| ------- | -------------- | --------- |
| 0625800 | Podchoiny      | część wsi |
| 0625817 | Podgórze       | część wsi |
| 0625823 | Podgrabowa     | część wsi |
| 0625830 | Rogatki        | część wsi |
| 0625846 | Stara Wieś     | część wsi |
| 0625852 | Stary Kowalków | część wsi |

W latach 1975–1998 miejscowość administracyjnie należała do województwa radomskiego.
Przez miejscowość przepływa rzeka Iłżanka. Wieś jest siedzibą parafii św. Stanisława.